# Łdziany (gmina)
Łdziany – dawna gmina wiejska w powiecie kałuskim województwa stanisławowskiego II Rzeczypospolitej. Siedzibą gminy były Łdziany.
Gminę utworzono 1 sierpnia 1934 r. w ramach reformy na podstawie ustawy scaleniowej z dotychczasowych gmin wiejskich: Kamień, Krasna, Łdziany, Niebyłów, Petranka, Równia, Słoboda Niebyłowska, Słoboda Równiańska, Śliwki i Topolsko.
Pod okupacją część gminy weszła w skład nowej gminy Niebyłów.
Po II wojnie światowej obszar gminy znalazł się w ZSRR.